# Vedrana Rudan
Vedrana Rudan, född den 29 oktober 1949 i Rijeka, är en kroatisk författare och journalist. Fram till 2015 har hon givit ut tio böcker.